# Born to Be Bad
Born to Be Bad je sedmé řadové studiové album americké rockové skupiny George Thorogood and the Destroyers. Vydala jej v lednu 1988 společnost EMI America Records, která se skupinou uzavřela smlouvu v roce 1982 a před Born to Be Bad skupině vydala již dvě alba. Spolu se členy kapely jej produkoval Terry Manning, který pracoval již na předešlém albu Maverick (1986), stejně jako na následných Boogie People (1991), Haircut (1993) a Half a Boy/Half a Man (1999). Nahráno bylo v Memphisu.
Album obsahuje celkem 10 písní, z toho tři Thorogoodovy autorské a dále coververze například od Chucka Berryho, Big Joe Williamse a Howlin' Wolfa. Z alba vyšly celkem tři singly, „Born to Be Bad“, „Treat Her Right“ a „You Talk Too Much“. První se umístil na 3. příčce Mainstreamové hitparády časopisu Billboard, druhý na 39. a třetí na 4. Samotné album dosáhlo 32. místa Billboard 200 a v hitparádě se udrželo 24 týdnů. Organizace RIAA jej ocenila zlatou deskou za prodej více než 500 tisíc nosičů.

## Seznam skladeb
1. Shake Your Money Maker (Elmore James) – 3:29
2. You Talk Too Much (George Thorogood) – 4:35
3. Highway 49 (Big Joe Williams) – 5:46
4. Born to Be Bad (Thorogood) – 3:34
5. You Can't Catch Me (Chuck Berry) – 3:45
6. I'm Ready (Sylvester Bradford, Fats Domino, Al Lewis) – 3:20
7. Treat Her Right (Roy Head, Gene Kurtz) – 3:32
8. I Really Like Girls (Thorogood) – 3:49
9. Smokestack Lightning (Howlin' Wolf) – 3:15
10. I'm Movin' On (Hank Snow) – 3:58

## Obsazení
- George Thorogood – zpěv, kytara
- Steve Chrismar – kytara
- Billy Blough – baskytara
- Jeff Simon – bicí
- Hank Carter – saxofon, doprovodné vokály